# Bernardo Celis
Bernardo Celis Parra (n. estado Mérida) fue un político venezolano, gobernador designador de Mérida entre 1973 y 1974, y senador por dicho estado entre 1994 y 1999 con el partido Convergencia.

## Biografía
Fue hijo de Pablo Celis Briceño y Consuelo Parra Febres, siendo bisnieto de Caracciolo Parra. Ingresó a Copei a los 16 años, conociendo en Mérida a Oswaldo Álvarez Paz. Celis fue diputado a la Asamblea Legislativa de Mérida y después fue designado gobernador de Mérida durante la presidencia de Luis Herrera Campíns.
Celis fue electo senador en 1993 para el periodo 1994-1999 por Mérida con el partido Convergencia.
Fue dueño del Banco Andino, durante la crisis bancaria de 1994 expresó que necesitaría ayuda con el banco, que después fue salvado mediante una nacionalización.  Según el exministro de Hacienda de Carlos Andrés Pérez, Pedro Rosas Bravoː «Caldera tenía su banquero favorito y subsidiado por los recursos del Estado: el Banco Andino, propiedad del senador Bernardo Celis, financista importante de su campaña electoral en 1993. En primer término, instruyó al Banco Industrial de Venezuela para que organizara y materializara un plan de apoyo financiero al Banco Andino, cuyas pérdidas determinadas por la superintendencia de Bancos eran cuatro veces su capital». Celis, por su parte declaróː «El Banco Andino no tuvo nada que ver con respecto a la campaña electoral de Convergencia».